# Angelocabrerus daptes
Angelocabrerus daptes és una espècie de marsupial sud-americà extint que visqué a Sud-amèrica durant l'Eocè, fa entre 37,7 i 41 milions d'anys. Se n'han trobat restes fòssils a la formació de Sarmiento, a la província argentina de Chubut.